# Johngarthia
Johngarthia es un género de cangrejos terrestres de la familia Gecarcinidae, Algunos estuvieron clasificados anteriormente en el género Gecarcinus.

## Especies
Comprende las siguientes especies:
- Johngarthia lagostoma (H. Milne Edwards, 1837)
- Johngarthia malpilensis (Faxon, 1893)
- Johngarthia planata (Stimpson, 1860)
- Johngarthia weileri (Sendler, 1912)
- Johngarthia cocoensis (Perger, 2011)